# Siah Gel
Siah Gel (em persa: سياه گل, também romanizada como Sīāh Gel, Seyāh Gol, Sīāh Gol e Sīyāh Gol) é uma aldeia do distrito rural de Abanar, no condado de Abdanan, da província de Ilam, Irã.
No censo de 2006, sua população era de 322 habitantes, em 59 famílias.